# Финал Кубка СССР по футболу 1969
Финал Кубка СССР по футболу 1969 года состоялся 17 августа. Львовские «Карпаты» переиграли ростовский СКА со счётом 2:1 и стали обладателями Кубка СССР.

## Путь к финалу
| Карпаты        | Карпаты  | Карпаты            | Этап        | СКА (Ростов-на-Дону) | СКА (Ростов-на-Дону) | СКА (Ростов-на-Дону) |
| -------------- | -------- | ------------------ | ----------- | -------------------- | -------------------- | -------------------- |
| Соперник       | Место    | Счёт               |             | Соперник             | Место                | Счёт                 |
| Азовец         | В гостях | 0:0                | 1/64 финала |                      |                      |                      |
| Азовец         | В гостях | 2:1                | 1/64 финала |                      |                      |                      |
| СКА (Одесса)   | Дома     | 1:0                | 1/32 финала |                      |                      |                      |
| Арарат         | Дома     | 0:0 (доп. вр. 2:1) | 1/16 финала | Шинник               | В гостях             | 3:1                  |
| Черноморец     | Дома     | 2:0                | 1/8 финала  | Торпедо (Таганрог)   | Дома                 | 3:0                  |
| Труд (Воронеж) | В гостях | 1:0                | 1/4 финала  | Динамо (Москва)      | Дома                 | 1:0                  |
| Судостроитель  | Дома     | 2:0                | 1/2 финала  | ЦСКА                 | Дома                 | 1:0                  |

## Ход финального матча
Львовские «Карпаты» и ростовский СКА в первый раз встречались в рамках финала в истории кубков СССР. Кроме того, команды ранее не встречались между собой ни на одной из стадий этого турнира.
Уже на 2-й минуте матча возник опасный момент у ворот «Карпат», но после удара со штрафного Владимира Проскурина мяч забрал вратарь львовян Виктор Турпак. На 20-й минуте защитник армейцев Борис Серостанов совершил рывок по правой бровке и сильным ударом направил мяч в штрафную, где его нашёл Анатолий Зинченко и открыл счёт в матче. Ещё через 3 минуты Зинченко опасно бил, но Турпак сумел отбить удар. На 25-й минуте нападающий «СКА» Юрий Васенин промахнулся из выгодного положения. В целом, игровое преимущество армейцев в первом тайме было подавляющим.
После перерыва львовяне устроили навал на ворота «СКА», который принёс успех. На 62-й минуте нападающий «Карпат» Геннадий Лихачёв сходу наносит точный удар по воротам после передачи с правого фланга. А через 4 минуты львовяне и вовсе вышли вперёд: Владимир Булгаков в сутолоке в штрафной «СКА» оказался один на один с вратарём армейцев Львом Кудасовым и переиграл его. На 70-й минуте Проскурин забил гол в ворота «Карпат», но боковой арбитр усмотрел в эпизоде положение вне игры и мяч не был засчитан. Несмотря на все попытки армейцев организовать штурм ворот соперника, футболисты «Карпат» самоотверженно оборонялись и сумели сохранить победный счёт в матче. Львовские «Карпаты» впервые в своей истории стали обладателями Кубка СССР по футболу. Геннадий Лихачёв в этом году не уходил с поля без забитого мяча шести матчах подряд, включая финал. Впервые был учреждён приз для лучшего игрока финала, он достался Игорю Кульчицкому.

## Финал
| Карпаты                    | 2:1   | СКА          |
| -------------------------- | ----- | ------------ |
| Лихачёв 62′ · Булгаков 66′ | Отчёт | Зинченко 20′ |

| КАРПАТЫ:        |  |                    |
|                 |  |                    |
| Вр              |  | Виктор Турпак      |
| Зщ              |  | Иван Герег         |
| Зщ              |  | Ростислав Поточняк |
| Зщ              |  | Пётр Данильчук     |
| Зщ              |  | Валерий Сыров      |
| ПЗ              |  | Лев Броварский     |
| Нап             |  | Владимир Данилюк   |
| ПЗ              |  | Владимир Булгаков  |
| Нап             |  | Янош Габовда       |
| ПЗ              |  | Игорь Кульчицкий   |
| Нап             |  | Геннадий Лихачёв   |
| Главный тренер: |  |                    |
| Эрнест Юст      |  |                    |

| СКА:             |  |                    |  |     |
|                  |  |                    |  |     |
| Вр               |  | Лев Кудасов        |  |     |
| Зщ               |  | Борис Серостанов   |  |     |
| Зщ               |  | Николай Антоневич  |  |     |
| Зщ               |  | Валерий Корнеев    |  |     |
| Зщ               |  | Валерий Синау      |  |     |
| ПЗ               |  | Виктор Трембач     |  | 74' |
| ПЗ               |  | Александр Попов    |  |     |
| ПЗ               |  | Алексей Еськов     |  | 63' |
| ПЗ               |  | Владимир Проскурин |  |     |
| Нап              |  | Анатолий Зинченко  |  |     |
| Нап              |  | Юрий Васенин       |  |     |
| Замены:          |  |                    |  |     |
| Зщ               |  | Юрий Романов       |  | 63' |
| ПЗ               |  | Василий Головко    |  | 74' |
| Главный тренер:  |  |                    |  |     |
| Геннадий Матвеев |  |                    |  |     |